# Cour martiale
Pour les articles homonymes, voir Cour martiale (homonymie) et cour.
Une cour martiale est un tribunal sous juridiction militaire. L'adjectif « martial », qui provient du latin martialis, de Mars, le dieu de la guerre dans la mythologie romaine, est un synonyme de militaire. Si le nom de la cour peut varier selon les pays, il s'agit avant tout d'une cour militaire, qui ne juge en général que des militaires et qui n'est composée que de militaires. Il arrive qu'une cour martiale juge des civils dans certains pays et dans certains cas, principalement en temps de guerre mais pas toujours, pour des actes touchant la défense nationale.
Son but est en général de juger l'action de militaires nationaux lors des conflits (dans le respect des normes de guerre édictées par des textes internationaux tels que les Conventions de Genève). Certaines juridictions militaires ont des compétences plus étendues, par exemple juger des militaires étrangers pour des actes violant le droit de la guerre, même lors de conflit extra-nationaux (doctrine dite de la compétence universelle).

## Selon les pays
Toutefois, selon les États et les périodes, les codes de justice militaire présentent des réglementations différentes, propres à chaque pays.

### En France

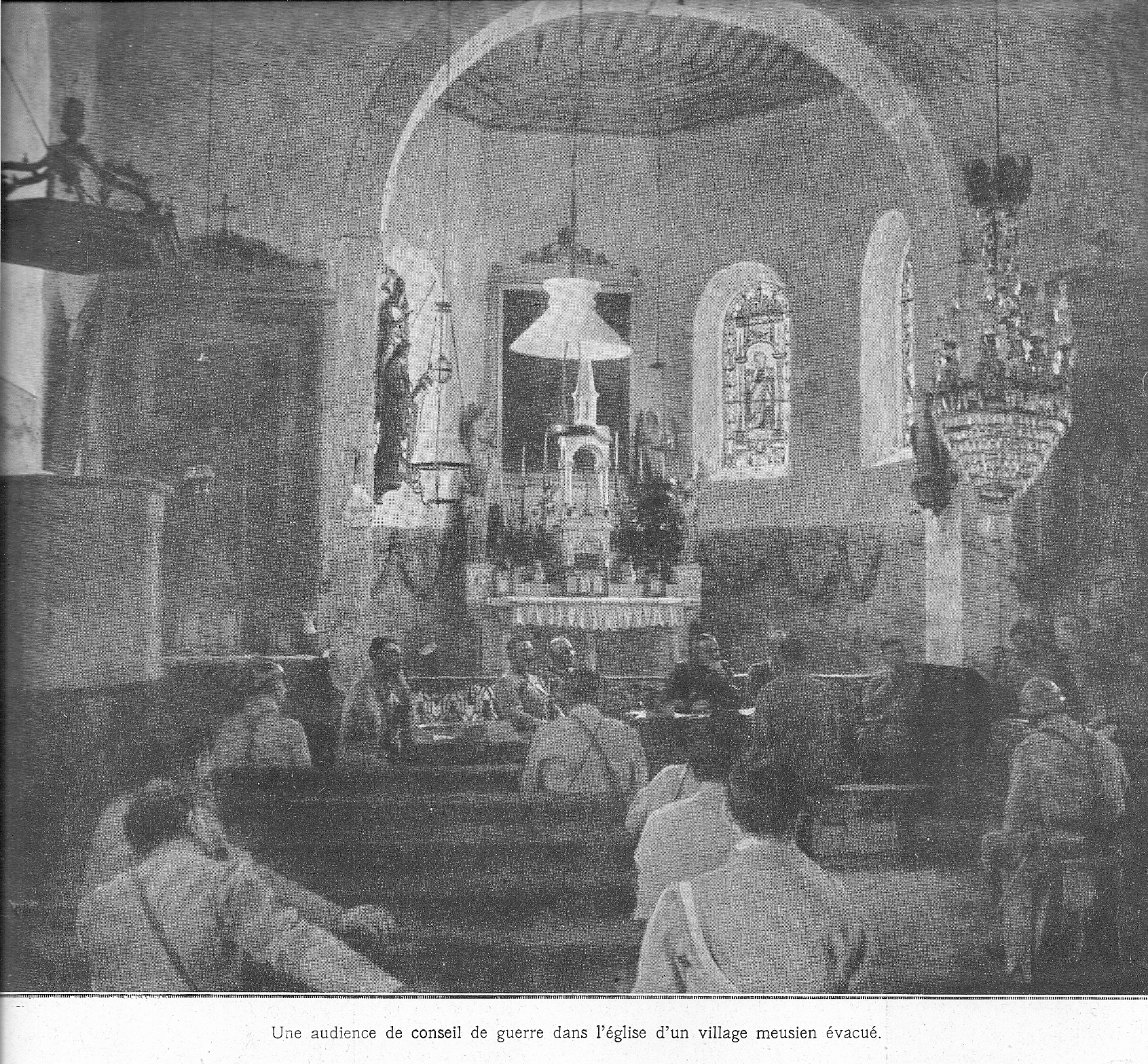
Un conseil de guerre en France en 1917.

Il convient de faire la différence entre « cour martiale », ici le terme de « cour martiale » ne devant être employé que pour désigner des juridictions d'exception.
Les cours martiales virent le jour en France sous la Révolution française de 1789 après le renversement de la monarchie mais furent très vite remplacées par une instance juridique plus officielle : le Tribunal révolutionnaire.
Remises au goût du jour pendant la guerre de 1870 après la défaite de Sedan, par un décret du 2 octobre 1870, elles permirent un jugement rapide des soldats inculpés, en comparution quasi immédiate, la sentence une fois rendue devenant exécutable sans possibilité de recours.
Ces cours martiales furent de nouveau organisées pendant la Première Guerre mondiale, instituées par deux décrets du 2 août et du 6 septembre 1914, avant d'être supprimées en 1917. Elles fonctionnaient alors sous l'appellation de « Conseils de guerre spéciaux », venant s'ajouter aux conseils de guerre ordinaires. En quatre ans, 2 400 « poilus » auront été condamnés à mort et 600 exécutés, les autres voyant leur peine commuée en travaux forcés. Très peu, environ une quarantaine sur les 600 fusillés pour l'exemple, dont Félix Baudy et ses compagnons de malheur ont été rétablis dans leur honneur dans les années 1920 et 1930. En 1919, la justice militaire condamne une centaine de marins mutinés dans l'escadre de la mer Noire, mais il n'y a aucune exécution et le dernier condamné, André Marty, est libéré en 1923.
L’interdiction du rétablissement des cours martiales a été définitivement inscrite en France dans le code de justice militaire en 1928.
Le 20 janvier 1944, le régime de Vichy promulgue une loi portant création des cours martiales. Celles-ci fonctionnent selon des procédures expéditives et, en l'espace de six mois, elles condamnent à mort et font exécuter, sans délai ni recours, environ deux cents résistants, le bilan le plus meurtrier de toutes les juridictions de Vichy.
En juillet 1945, le Maréchal Pétain a été jugé par la "Haute cour de justice" pour intelligence avec l'ennemi et haute trahison.
En 1962, le Haut Tribunal militaire juge les 4 généraux et les autres militaires qui ont fait un putsch. Il est remplacé par la Cour militaire de justice en 1962 qui juge notamment les auteurs de l'attentat du Petit-Clamart. Cette cour fut remplacée à son tour par la Cour de sûreté de l'État en 1963.
Il n'est plus fait mention de cour martiale dans le code de la justice militaire en 2017 mais de tribunal territorial des forces armées (Article L1).

### En Corée du Nord
- Jang Song-taek, l'oncle du dirigeant de la Corée du Nord a été jugé par un tribunal militaire spécial et condamné à mort.

### Aux États-Unis

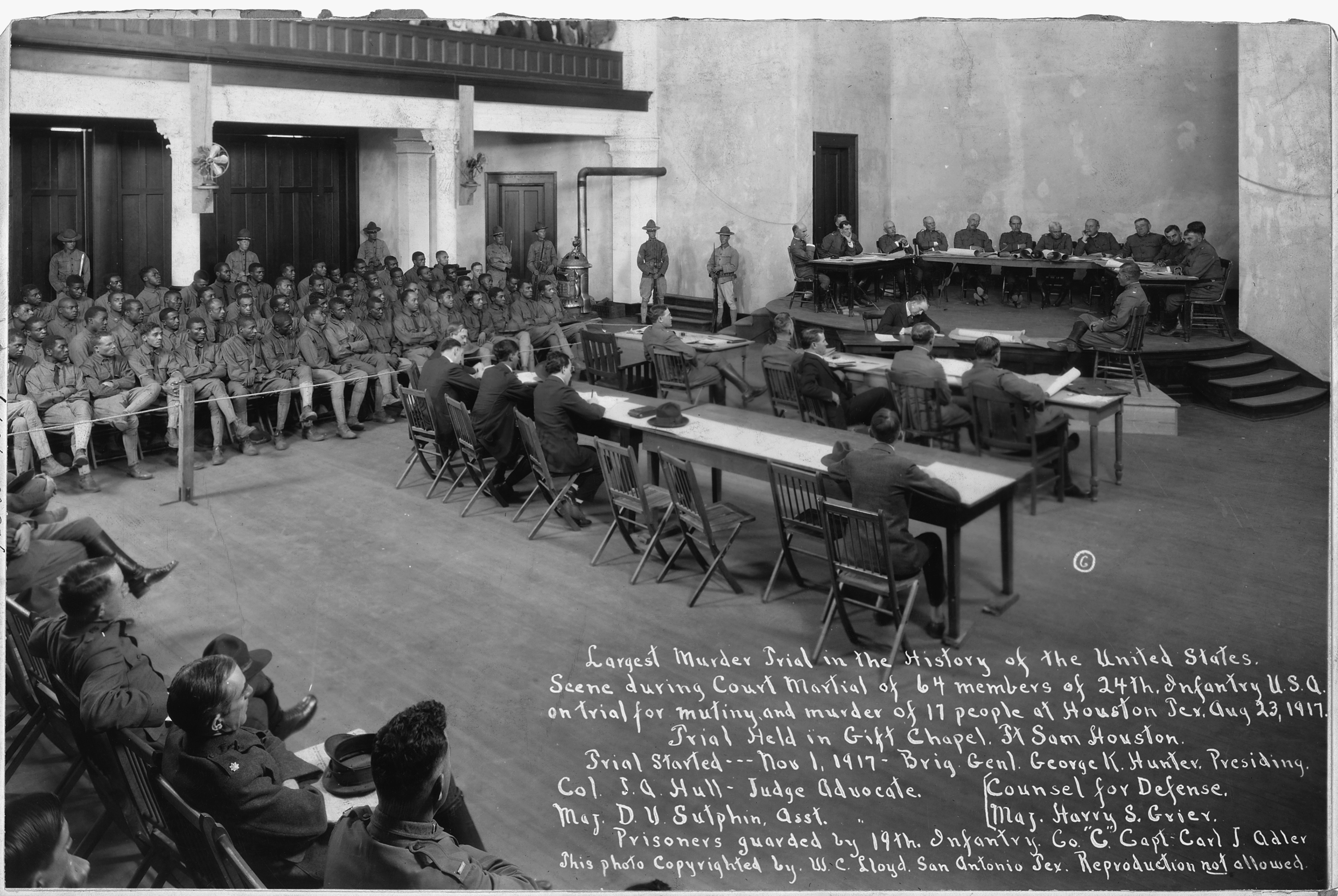
Cour martiale jugeant soixante-quatre membres du 3e bataillon au Fort Sam Houston le 1 novembre 1917 à la suite de l'émeute de Houston de 1917.

### En Suisse
La justice militaire en Suisse est administrée par l’auditeur en chef sous la surveillance du Département fédéral de la défense, de la protection de la population et des sports (art. 16 al. 1 de la procédure pénale militaire ou PPM). Néanmoins, l’indépendance de la justice militaire est entièrement garantie (art. 1 PPM).
Elle est régie par le Code pénal militaire et concerne tous les militaires en service, le corps des gardes-frontières ainsi que des civils sous certaines conditions.